# Probot

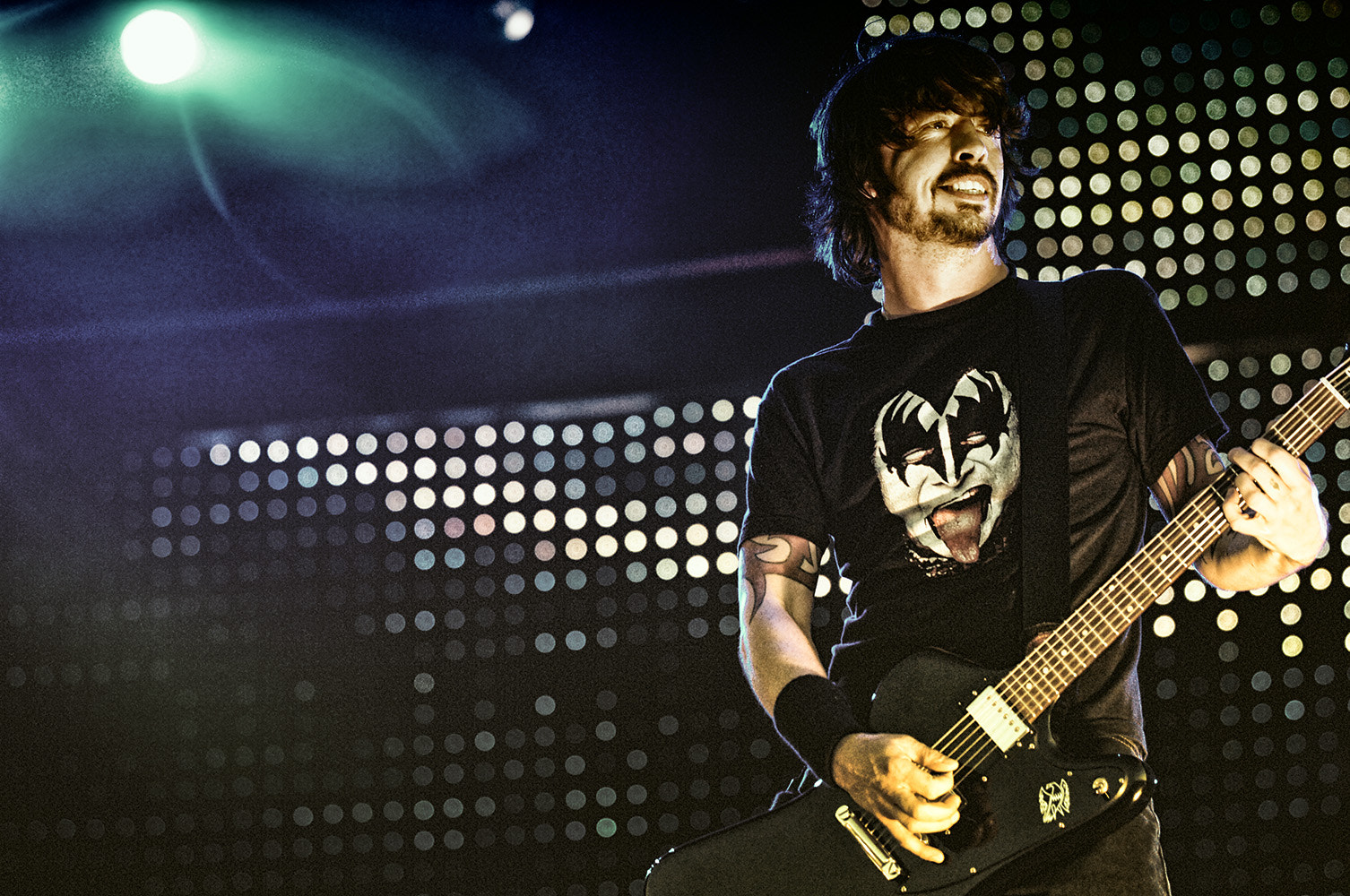
Probot-oprichter Dave Grohl in 2015

Probot is een muziekproject van voormalig Nirvana-drummer en Foo Fighters-zanger/gitarist Dave Grohl.
In dit project, waarvan in 2004 de eerste, naamloze cd verscheen, werkt Grohl samen met zijn oude muziekhelden, voornamelijk uit het metal-genre, zoals Lemmy Kilmister (Motörhead), Max Cavalera (Sepultura, Soulfly) en King Diamond (Mercyful Fate).
Grohl schreef voor elk van de gastartiesten aangepaste nummers; de teksten kwamen van de gastartiesten zelf. Hoewel er voor de ex-Nirvana-superster meer dan een beetje interesse was van grote platenmaatschappijen besloot hij toch om de CD uit te brengen op een klein, independent label. Vanwege de complexe samenstelling van de band, geeft deze geen liveoptredens.
Opmerkelijk is dat Grohl bijna alle instrumenten zelf bespeelde, alleen niet daar waar de gastartiesten vasthielden aan hun eigen instrument. Dit was overigens voor Grohl niet geheel nieuw: hoewel het eerste Foo Fighters album (uit 1995) co-muzikanten crediteerde, is het een publiek geheim dat Grohl alle partijen eigenhandig had ingespeeld.

## Tracklist
1. Centuries of Sin met Cronos (Venom)
2. Red War met Max Cavalera (Soulfly, Sepultura)
3. Shake Your Blood met Lemmy Kilmister (Motörhead)
4. Access Babylon met Mike Dean (C.O.C.)
5. Silent Spring met Kurt Brecht (D.R.I.)
6. Ice Cold Man met Lee Dorrian (Cathedral, Napalm Death, Teeth of Lions Rule the Divine) en Kim Thayil van Soundgarden
7. The Emerald Law met Wino (Saint Vitus, The Obsessed, Spirit Caravan, Place of Skulls, The Hidden Hand)
8. Big Sky met Tom G. Warrior (Apollyon Sun, Hellhammer, Celtic Frost)
9. Dictatosaurus met Snake (Voivod)
10. My Tortured Soul met Eric Wagner (Trouble)
11. Sweet Dreams met King Diamond (King Diamond, Mercyful Fate)
  - De hidden track I Am The Warlock met Jack Black (Tenacious D)